# Арка на Долабела и Силан
Арката на Долабела и Силан (на латински: Arcus Dolabellae et Silani) е триумфална арка построена в началото на 1 век от новата ера в Рим.

## История
Арката е построена през 10 година от новата ера от консулите Публий Корнелий Долабела и Гай Юний Силан по нареждане на сената. За строителството е използван травертин, а външният ѝ облик е лишен от каквато и да е орнаментация. Най-вероятно арката представлява обновена версия на една от портите на Сервиевата стена като за най-правдоподобна обикновено се посочва Порта Целимонтана. Въпреки това изглежда нито един от важните градски пътища не е преминавал през нея. Поради сходството на посветения на изграждането надпис с този поставен на Арката на Лентул и Криспин се счита, че строителната дейност е извършена с цел арката да е част от разширение на акведукта Аква Марция. Арката е използвана впоследствие и от император Нерон при изграждането на разширение на Аква Клавдия като важна част от последната отсечка на съоръжението.
Пълният латински надпис на арката гласи:
| P. CORNELIVS P.F. DOLABELLA C. IVNIVS C.F. SILANVS FLAMEN MARTIAL(IS) CO(N)S(VLES) EX S.C. FACIVNDVM CVRAVERVNT IDEMQVE PROBAVERVNT |

## Местоположение
Арката на Долабела и Силан се намира на Целиевия хълм, където днес преминава улицата Виа ди Сан Паоло дела Кроче, която следва линията на древната Кливус Скаури (Clivus Scauri).